# Maurizio Dufour
Maurizio Dufour (Torino, 8 luglio 1826 – Cornigliano, 17 agosto 1897) è stato un architetto italiano.
A Genova fu il maggior esponente della parte cattolica in questo settore, e operò una ricerca tra gli stili storici. In particolare cercò di creare un'architettura neoquattrocentesca.

## La famiglia Dufour
Il capostipite dei Dufour genovesi fu Laurent Dufour, giunto in Italia al seguito del conte di Artois (futuro Carlo X di Francia), che per la Rivoluzione francese (1789) aveva abbandonato la Francia. Laurent Dufour in Italia si stabilì a Torino dove nel 1814 era gestore di un rinomato ristorante in piazza Castello.
Il figlio di Laurent, Lorenzo Dufour sposò Luisa Bocca, figlia di un illustre libraio torinese. Dal matrimonio nacquero cinque figli, dei quali Maurizio Dufour era il secondogenito. Maurizio Dufour nacque a Torino l'8 luglio 1826.
Nel 1828 Lorenzo Dufour si trasferì a Genova dove iniziò un'attività nel campo della raffinazione dello zucchero.

## L'istruzione iniziale
Maurizio Dufour ricevette una prima educazione da Gaetano Canali. I primi rudimenti di pittura li ebbe da artisti che frequentavano la casa dei Dufour: tra il 1835 e il 1840 erano tra questi le sorelle Pons d'Herault, pittrici ritrattiste. Studiò poi in un istituto privato diretto dal professor Federico Federici.
Si iscrisse all'Università di Genova, a filosofia, con i fratelli Lorenzo e Carlo Dufour. Era loro compagno d'università Goffredo Mameli, ma mancarono contatti tra di loro, anche per la chiusura dell'ambiente familiare filo-cattolico dei Dufour.
Lorenzo Dufour spinse Maurizio Dufour a studiare Legge; questi iniziò quel genere di studi, ma lo abbandonò presto per la pittura, per la quale prese lezioni da Giuseppe Ferrari, direttore della scuola dei Sordomuti.
Nel 1846 si iscrisse all'Accademia Ligustica di Belle Arti, dove fu compagno di studi del pittore Nicolò Barabino.
Aderì nel 1848 alla causa italiana, con offerte per le famiglie dei combattenti. In seguito fu invece legato alla parte cattolica. Sconfitte nel 1848 le truppe piemontesi, si dedicò solo all'arte. Si recò a Firenze e a Roma per conoscere direttamente la grande arte italiana.
A Firenze studiò soprattutto il Beato Angelico ed ebbe come riferimento contemporaneo il gruppo del Puristi. Fece suo il gusto neoquattrocentista e rifiutò l'opera di Michelangelo e Raffaello.
Tornò a Genova entro il 1848.

## Maurizio Dufour e gli artisti genovesi
Frequentò vari artisti genovesi, tra cui Cabella, col quale era stato a Firenze, Gabriele Castagnola, Santo Varni e soprattutto il di lui fratello Gerolamo Varni. Collaborò con lui Luisa Piaggio Mussini (Genova 1832-morta per parto nel 1865; era nipote dell'incisore Domenico Piaggio e figlia di Giuseppe Mussini e della pittrice Chiara Capurro Piaggio) nella decorazione di Santa Maria di Castello a Genova dieci anni dopo. Fu protagonista nella carchia di pittori puristi a Genova. Mantenne contatti con Nicolò Barabino e Giulio Monteverde, essi pure ex studenti dell'Accademia Ligustica di Belle Arti. Giulio Monteverde si consultò spesso con Maurizio Dufour per i riferimenti in materia di Storia dell'Arte necessari alle proprie opere. Furono in stretti rapporti di amicizia con Maurizio Dufour l'incisore Filippo Lari e il pittore Tammar Luxoro. Con Tammar Luxoro Maurizio Dufour condivise la battaglia per il rinnovamento dell'Accademia Ligustica contro l'indirizzo di Giuseppe Isola. Il paesaggista Luigi Garibbo fu uno dei protetti di Maurizio Dufour.

## L'adesione alla parte cattolica
Maurizio Dufour si schierò nettamente per la parte cattolica verso la fine degli anni cinquanta. Nel 1857, per il fascino esercitato dalle Conferenze di Federico Ozanam, entrò nei Paolotti della San Vincenzo de Paoli. L'organizzazione era diretta da Antonio Brignole Sale e dal conte Rocco Bianchi, ed era attiva nel campo della beneficenza. Maurizio Dufour divenne Presidente della loro Conferenza dal 1889 al 1896.

## Le opere
Nel campo artistico-architettonico sua prima opera fu la tomba del padre, nel Cimitero di Staglieno, eseguita per la parte scultorea da Santo Varni. Maurizio Dufour eseguì personalmente gli affreschi, in stile Purista.
Divenne poi il punto di riferimento per il recupero e restauro delle chiese genovesi.
Nel 1859-1860 Raimondo Vigna, Domenicano, priore di Santa Maria di Castello, e storico dell'antica chiesa genovese, chiamò Maurizio Dufour a dirigere il restauro della chiesa. Fu un ripristino imitativo. Dufour eseguì assieme alla Piaggio Mussini gli affreschi: quelli sulla volta dell'abside, neoquattrocenteschi (poi scialbati, cioè coperti di bianco, nei restauri del 1966 che vollero riportare la varie parti della chiesa medioevale agli stili originari), figurativi, e quelli a sola decorazione, della volta a cielo stellato nella navata centrale (rimasti).

## Altre iniziative
Ricostruzione di un nuovo santuario genovese della Madonna della Guardia, in Val Polcevera, poi non eseguito per i costi troppo alti.
Restauro della Chiesa di San Bartolomeo della Certosa a Rivarolo.
Consulenza per i nuovi interventi nella chiesa parrocchiale di Camogli.
Direzione dei lavori pittorici della chiesa di Arenzano.

## L'Immacolata di via Assarotti
Nel 1864 Maurizio Dufour inizia a lavorare per la chiesa dell'Immacolata in via Assarotti, la maggiore espressione in Genova della corrente artistica di matrice cattolica, con il neoquattrocentismo purista eletto a punto di riferimento. Il progetto aveva un iter obbligato: a poco tempo dall'apertura di via Assarotti, nel 1856 Pietro Gambaro, ne affidava la gestione ai Gesuiti, intendendo fornire di persona i fondi relativi. L'improvvisa morte di Pietro Gambaro, l'11 gennaio 1858, interruppe i lavori. Nel 1864, l'Associazione di Maria Immacolata veniva ripresa, e finanziata da una Commissione composta da Giacomo Durazzo, Giovanni Maria Migone, Rodolfo Pallavicino, Enrico Lorenzo Peirano, Maurizio Dufour. Nacque una società sovvenzionata da una pubblica colletta di 38.000 franchi, con i quali si ripresero i lavori della nuova chiesa. A presiedere la costruzione vi erano anche precise motivazioni ideologiche: il dogma della Immacolata Concezione, definito nel 1854 da Pio IX con la Bolla Ineffabilis Deus, e il fatto che l'isolato della nuova via Assarotti, destinato da Pietro Gambaro alla costruzione, si presentava come un buco tra gli altri palazzi e a fronteggiarlo era una chiesa protestante. La costruzione di un tempio protestante era vissuto dai cattolici genovesi come un grave affronto, e come tale era combattuto dalle pagine de Il Cattolico, il giornale di Tommaso Reggio.
Il progetto della nuova chiesa fu affidato a Maurizio Dufour. Per la pianta dovette rispettare quella già impostata dal progetto di Domenico Cervetto, mentre per l'alzato poté liberamente ricreare uno stile rinascimentale quattrocentesco. Per la gravosità dell'impegno Maurizio Dufour si domiciliò in un piccolo studio ricavato all'interno dell'erigenda chiesa. All'esecuzione di essa come progettista non badò a spese, nonostante le molte proteste. Ebbe qui quali collaboratori gli artisti Luigi Orengo, Giovanni Battista Villa, Giovanni Scanzi, Federico Fabiani, Pietro Costa, Carlo Filippo Chiaffarino, Antonio Canepa, Nicolò Barabino, Giovanni e Antonio Quinzio, l'architetto veneziano Gioacchino Zandomeneghi.
Approfondimento, chiesa dell'Immacolata Concezione in via Assarotti

## Interventi in altre chiese
Contemporaneamente all'Immacolata Concezione Maurizio Dufour progettò i restauri della parrocchiale di San Martino di Stella presso Varazze, di San Salvatore dei Fieschi presso Lavagna, della collegiata di Final Borgo.
San Tommaso: Demolita in quegli anni la romanica chiesa di San Tommaso, Maurizio Dufour progetta la nuova chiesa di San Tommaso. Quando il vescovo Tommaso Reggio abolì il titolo parrocchiale di San Tommaso accorpandolo a quello di Sant'Ugo i lavori si fermarono; vennero ripresi molti decenni dopo da Giacomo Misuraca.
Campanile della Chiesa di S. Anna di Teglia, Genova-Rivarolo.
Voltri e Nostra Signora dell'Orto di Chiavari: consulenze per decorare l'arcipretura di Voltri e la chiesa di N.S. dell'Orto a Chiavari.
Completamento della chiesa di Cornigliano, a navata unica e in stile rinascimentale.
Integrazione e completamento del progetto momentaneamente abbandonato di Vittore Garofalo per la parrocchiale di San Teodoro (via Venezia), in stile neogotico.
Parrocchiale di Cogoleto, progetto di ricostruzione, committenti il marchese Marcello Durazzo e l'arciprete G. Scarrone.
Albaro, suore del Buon Pastore: attorno al 1885 le suore del Buon Pastore a San Francesco di Albaro avevano rilevato un vasto terreno per la loro nuova sede; Maurizio Dufour eseguì il relativo progetto che nella realizzazione fu notevolmente mutato.
Nuova chiesa del Sacro Cuore di Bussana, ricostruzione dopo il terremoto di Diano Marina: il progetto fu realizzato da altri, dall'inizio nel 1889 alla consacrazione nel 1901.
Restauro della chiesa di San Gaetano a Sampierdarena. Si racconta di una sua imitazione in stile seicentesco per un altare che trasse in inganno Nicolò Barabino. La chiesa di San Gaetano versava in condizioni rovinose quando, nel 1872 Giovanni Bosco l'aveva acquistata per utilizzarla come fulcro della propria attività. Don Bosco rappresentava il cattolicesimo socialmente più avanzato, da contrapporre al consociativismo operaio mazziniano-repubblicano; Maurizio Dufour ricostruiva pertanto la chiesa in quegli anni. L'edificio veniva distrutto dai bombardamenti e ricostruito nel secondo dopoguerra, con al nuova intitolazione ai santi Giovanni Bosco e Gaetano; si trova in via Rolando a Sampierdarena, collegato con l'istituto dei Salesiani.
Basilica di Carignano: i Sauli gli affidano il rifacimento in stile dell'abside della basilica di Carignano, e qui Maurizio Dufour sa perfettamente copiare l'Alessi.
Disegni per la facciata della chiesa di Sestri Levante.
Decorazione della Collegiata di Taggia.
Progettazione del Santuario di Velva, sulla falsariga della chiesa genovese di San Benedetto.
Santa Zita: nel 1894 Maurizio Dufour rivede il progetto di Angelo Del Vecchio per la nuova chiesa di Santa Zita. Realizza una soluzione alternativa e allo stesso tempo rispettosa del precedente progettista, anche a seguito delle polemiche per l'attribuzione del progetto. Lo stile è fiorentino neobrunelleschiano.
Milano: vince il concorso per la chiesa delle Sacramentine, la realizza, ma il successivo piano regolatore della città la demolì.
Progetto del Santuario sul monte Argegna presso Migliarina alla Spezia.
Progetto della Chiesa di Nostra Signora della Salute alla  Spezia.
Progetto della Chiesa della Scorza a Genova.
Dufour segue negli ultimi anni di vita i restauri condotti da Thermignon per l'abbazia di San Giuliano a Genova

## Impegni all'Accademia Ligustica di Belle Arti
Dufour fu presidente per alcuni anni e dal 1872 deputato agli studi dell'Accademia Ligustica.
All'Accademia si schiera dalla parte del gruppo degli innovatori: Allegro, Antonio Varni, Alfredo d'Andrade, Perosio, contro i tradizionalisti: Giuseppe Isola, Santo Varni, Novaro.
Vengono istituiti in questa battaglia nuovi corsi: quelli di Incisione, di ornato, di paesaggio.
Isola definì Maurizio Dufour per questa attività a lui contrastante il Lutero dell'arte.

## Impegno politico per la parte cattolica
Dufour si occupò della stampa cattolica.
Fondò nel 1865 l'Osservatore Genovese, che avrebbe dovuto chiamarsi Genova Cattolica, per il quale scelse come direttore Francesco Brassetti. Il giornale era nato per combattere il foglio liberale de il “Movimento”.
Nel 1873 fondò Il Cittadino con Giovanni Rivara, Luigi Corsanego Merli, Lorenzo Enrico Peirano, Luigi Persoglio e altri.
Nel 1882 nacque l'ancora più intransigente L'Eco Ligure, redatto sino agli anni novanta.

## Scelte urbanistiche: la conservazione di San Sebastiano
Sul piano dell'urbanistica si espresse al momento dell'apertura di via Roma nel 1860, relativamente alla disputa tra le due parti contrapposte rispettivamente per la linea curva e per la linea retta. Il problema verteva sulla richiesta di conservare convento e chiesa di San Sebastiano con un tracciato curvo, contrapposta alla volontà iconoclasta e anticattolica che considerava modernità l'adozione di un tracciato a rettifilo con la demolizione degli edifici chiesastici. In generale aderivano alla prima opzione i cattolici, alla seconda i liberali.
La controversia si concluse con la vittoria del partito rettilineo e l'abbattimento di chiesa e convento di San Sebastiano per la realizzazione di via Roma e Galleria Mazzini.

## Morte di Dufour
Maurizio Dufour muore il 17 agosto 1897 nella sua villa di Cornigliano, dove si riposava dall'assiduo lavoro. A ucciderlo fu forse un attacco di peritonite. Ai suoi funerali all'Accademia vennero issate le bandiere a mezz'asta.